# Aeropuerto Internacional de Salt Lake City
El Aeropuerto Internacional de Salt Lake City (del inglés: Salt Lake City International Airport), (IATA: SLC, OACI: KSLC, FAA LID: SLC) es un aeropuerto civil y militar a 6.4 km al oeste del centro de Salt Lake City, Utah, Estados Unidos. El aeropuerto es el aeropuerto comercial más cercano para más de 2.5 millones de personas y se encuentra a 30 minutos en coche de casi 1.3 millones de puestos de trabajo
El aeropuerto es el cuarto más grande y era el centro más occidental de Delta Air Lines antes de que Seattle y Los Ángeles se convirtieron en un centro de conexiones, así como un centro de Delta Connection operada por SkyWest Airlines y con cerca de 300 salidas diarias, lo que representa una cuota de mercado del 73.69% en 2013. Después de Delta y Delta Connection, las compañías más grandes son Southwest Airlines (cuota de mercado del 11.45%), United Airlines y United Express (4.30%), US Airways y US Airways Express (3.01%), y American Airlines y American Eagle (2.91%).
En 2013, 20,186,474 de pasajeros volaron a través de Salt Lake City, lo que representa un aumento del 0.41% con respecto a 2012. El aeropuerto es el aeropuerto 21 más ocupado de los Estados Unidos, en número de pasajeros. Hubo 328,122 operaciones de aeronaves (llegadas y salidas) en 2012, alrededor de 900 por día. El aeropuerto es el decimoquinto aeropuerto más ocupado en los Estados Unidos y vigésimo cuarto en el mundo por las operaciones.
A partir de abril de 2013 hay más de 645 salidas de vuelos regulares y llegadas por día a 89 ciudades sin escalas en los Estados Unidos, Canadá y México, así como un vuelo diario sin escalas a París.
El Aeropuerto Internacional de Salt Lake City ocupa los primeros puestos de todas las salidas/llegadas a tiempo y menor número de cancelaciones de vuelos entre los principales aeropuertos de Estados Unidos. El aeropuerto es el primero en la clasificación para el tiempo salidas y llegadas y segundo para el porcentaje de cancelaciones a partir de septiembre de 2014.
El aeropuerto es propiedad de Salt Lake City Corporation y es administrado por el Departamento de Aeropuertos de Salt Lake City. La ciudad posee y opera dos aeropuertos cercanos, el Aeropuerto Regional de South Valley y el Aeropuerto de Tooele Valley El aeropuerto es autosostenible con los ingresos financieros generados a partir de las líneas aéreas y tarifas de pasajeros, concesiones, estacionamiento de vehículos, combustible y contratos de arrendamiento de espacio para oficinas y hangares. Es el único aeropuerto importante en el país sin deuda pendiente.
El aeropuerto dispone de conexión Wi-Fi para acceso a internet.

## Historia
En 1911, un sitio para una pista de aterrizaje fue escogido en un lugar llamado Basque Flats, nombrado por los pastores españoles y franceses que trabajaban los campos en lo que era una área desolada del Valle de Salt Lake. Esta pista de aterrizaje fue mejor que cualquier otra pista que previamente se había usado por aviones que visitaban la ciudad. Ese año ocurrió el Gran Carnaval de Aviación Internacional trayendo representantes de Curtiss Aeroplane and Motor Company y un equipo representando a los Hermanos Wright a Salt Lake City. 
Por muchos años después de su creación, la nueva pista fue usada principalmente para entrenamiento y acrobacia aérea. Pero eso cambió en 1920 cuando el Servicio Postal de los Estados Unidos empezó servicio de correo aéreo a Salt Lake City. El aeropuerto fue expandido y hangares fueron construidos y otros edificios comenzaron a aparecer. Durante ese mismo año la pista fue nombrada Woodward Field, nombrada por John P. Woodward, un aviador local.
En 1925, el servicio postal empezó a dar contratos a compañías privadas. Western Air Express fue la primera compañía privada que cargó correo de los Estados Unidos, empezando a volar desde Salt Lake City a Los Ángeles con escala en Las Vegas. En menos de un año, Western Air Express empezó a volar pasajeros por la misma ruta. Después Western Air Express se convirtió en Western Airlines, haciendo al aeropuerto un gran centro de conexión. 
Charles Lindbergh visitó Woodward Field en 1927 trayendo a muchos espectadores a ver al Spirit of St. Louis. Durante los siguientes años, el aeropuerto construiría otra pista y atravesaría los 1.6 km² (400 acres). En 1930 el nombre del aeropuerto fue cambiado a Aeropuerto Municipal de Salt Lake City (Salt Lake City Municipal Airport).
La primera terminal y edificio de administración del aeropuerto fueron construidos en 1933 a un costo de $52,000 dólares. Para entonces United Airlines empezó a dar servicio al aeropuerto como una de sus escalas en sus vuelos de Nueva York a San Francisco. 
Cuando viajar en avión llegó a ser más popular y la Fuerza Aérea de los Estados Unidos estableció una base en el aeropuerto durante la Segunda Guerra Mundial, la tercera pista fue agregada. Una nueva terminal también fue necesitada y el trabajo empezó en el lado oeste del aeropuerto para construir la Terminal 1, la cual fue inaugurada en 1960 después de siete años de trabajo a un costo de $8 millones de dólares.
En 1968 adquirió su nombre actual.
En 1978 se dio la necesidad de aeropuertos como centros de conexiones. Western Airlines, cual tenía conexiones con Salt Lake City desde sus inicios, naturalmente escogió al aeropuerto como uno de sus centros de conexiones y tomó la ventaja de la ubicación geográfica del aeropuerto para conectar a pasajeros por todo Estados Unidos. La Terminal 2 fue construida solamente para Western Airlines y tenía murales pintados por LaConte Stewart. 
Durante la década de 1980, el aeropuerto vio más expansión en las dos terminales, también extendieron las pistas. En 1987, Western Airlines se unió a Delta Airlines. Salt Lake City continuó a servir como un centro de conexión importante para aerolíneas principales y siguió creciendo. 
En 1991, el aeropuerto abrió el estacionamiento para tiempo corto. El aeropuerto abrió una nueva pista en 1995 junto con la Terminal Internacional y la Terminal E para SkyWest Airlines. Una torre de control de 100 metros y una estación de bomberos fueron establecidos en 1999.
En el 2001, la Terminal E fue expandida para agregar más salas. SkyWest Airlines abrió su hangar de mantenimiento ese miso año. En el 2002, Salt Lake City le dio la bienvenida a más de un millón de visitantes cuando las olimpiadas de invierno se realizaron en esa ciudad. 
Recientemente el aeropuerto ha mejorado sus carreteras de acceso y edificios de estacionamiento para prepararse para una nueva terminal. Adicionalmente, el aeropuerto ha mejorado las demás terminales.

## Instalaciones
El aeropuerto cuenta con 3,116 ha (7,700 acres) y tiene cuatro pistas. Las pistas generalmente están orientadas en una dirección magnética NNW/SSE debido a los vientos preponderantes constantes en esta dirección.

### Terminal
SLC tiene una sola terminal con dos vestíbulos conectados por un túnel subterráneo para un total de 51 puertas. Hay un solo punto de control de seguridad con 16 carriles y ocho carruseles de equipaje.
- Sala A tiene 34 puertas, con 13 más por abrir a finales de 2023.[11][12]
- Sala B tiene 21 puertas, con 26 más por abrir en fases iniciando en 2024.[11][12]

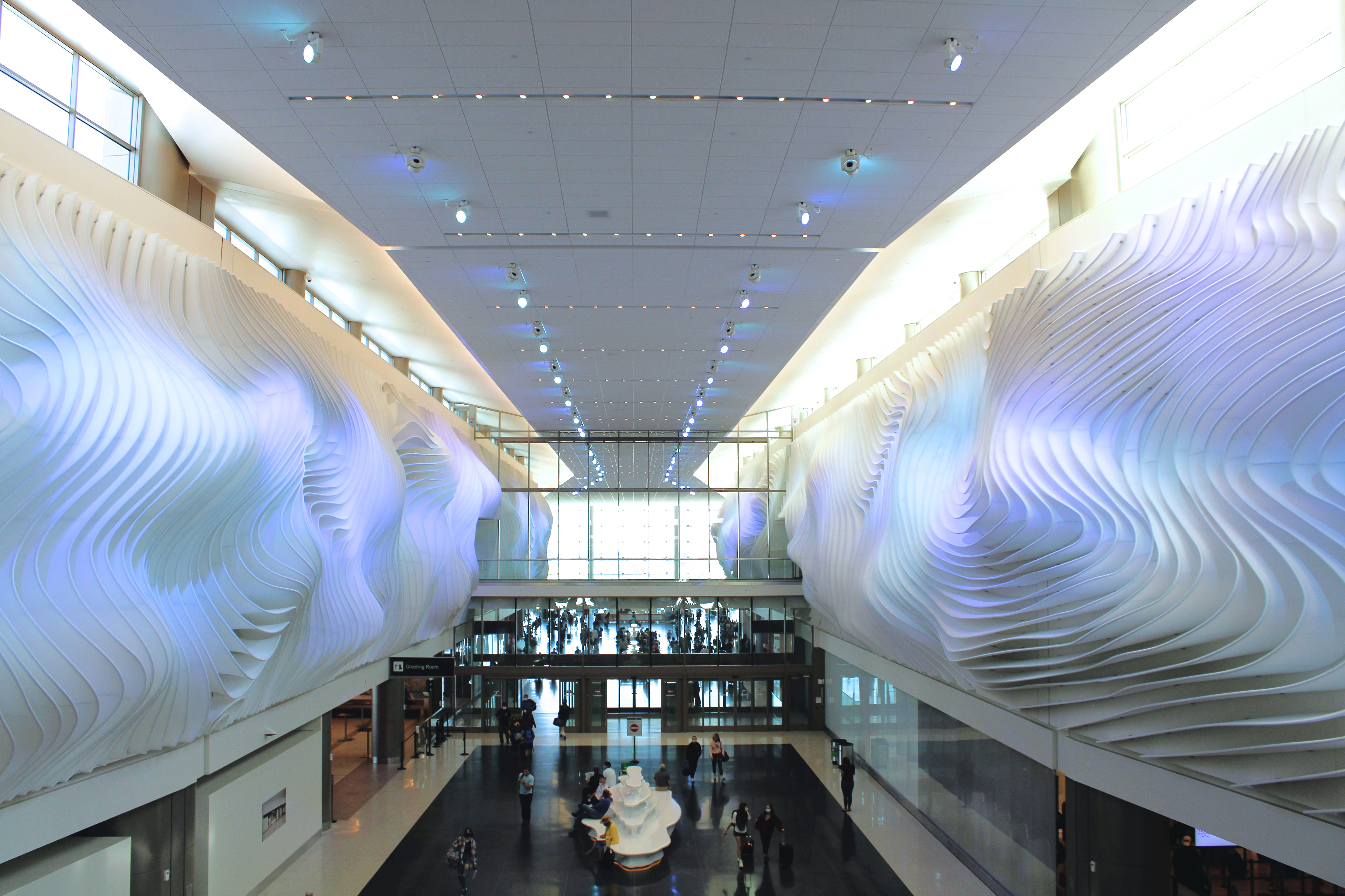
Dentro de la nueva terminal.

El Programa de Reurbanización del Aeropuerto comenzó a construirse en 2014, iniciando la construcción del complejo de la nueva terminal SLC. Esto inició el proceso de reemplazo de las antiguas instalaciones existentes con todas las instalaciones nuevas, incluida una instalación de alquiler de automóviles, un estacionamiento, una terminal consolidada, dos vestíbulos lineales (similares al Aeropuerto Internacional de Washington-Dulles) con 93 puertas, dos túneles y un calzada elevada. La construcción fue financiada con fondos del aeropuerto, cargos de instalaciones para pasajeros y clientes, bonos y subvenciones federales.
El Aeropuerto inauguró la Fase 1 de la nueva terminal en 2020. Este consistía en la Sala A, que se abría con 25 puertas mientras que la Sala B se abría con 21 puertas. Las Salas están conectados por un túnel subterráneo en el medio del campo. Después de que se abrió la Sala B, las antiguas terminales y salas se cerraron y comenzó la demolición. Una vez que se demuela el antiguo complejo, se construirán las Salas A y B este. Se espera que la Fase 2 se complete en diciembre de 2024. Con la inauguración del nuevo aeropuerto, Delta Air Lines inauguró su nuevo Sky Club en la sala A, que es el más grande de su red.

## Aerolíneas y destinos

### Pasajeros
| Aerolíneas           | Destinos |
| -------------------- | --- |
| Aero                 | Chárter: Los Angeles–Van Nuys |
| Aeroméxico           | Ciudad de México, Guadalajara |
| Aeroméxico Connect   | Estacional: Monterrey (inicia el 18 de diciembre de 2025) |
| Air Canada           | Estacional: Toronto–Pearson |
| Alaska Airlines      | Portland (OR), San Diego, San Francisco, Seattle/Tacoma Estacional: Anchorage |
| American Airlines    | Charlotte, Chicago–O'Hare, Dallas/Fort Worth, Phoenix–Sky Harbor Estacional: Filadelfia, Miami |
| American Eagle       | Chicago–O'Hare, Phoenix–Sky Harbor Estacional: Los Ángeles |
| Delta Air Lines      | Ámsterdam, Atlanta, Austin, Baltimore, Billings, Boise, Boston, Bozeman, Burbank, Cancún, Charlotte, Chicago–O'Hare, Cincinnati, Ciudad de México, Cleveland, Columbus–Glenn, Dallas/Fort Worth, Denver, Detroit, Filadelfia, Fort Lauderdale, Glacier Park/Kalispell, Honolulu, Houston–Intercontinental, Idaho Falls, Indianápolis, Jackson Hole, Kansas City, Las Vegas, Londres–Heathrow, Long Beach, Los Ángeles, Memphis, Miami, Milwaukee, Mineápolis/St. Paul, Missoula, Nashville, Newark, Nueva Orleans, Nueva York–JFK, Oakland, Ontario, Orange County, Orlando, París–Charles de Gaulle, Phoenix–Sky Harbor, Pittsburgh, Portland (OR), Puerto Vallarta, Raleigh/Durham, Reno/Tahoe, Sacramento, San Antonio, San Diego, San Francisco, San José (CA), San José del Cabo, San Luis, Seattle/Tacoma, Seúl–Incheon, Spokane, Tampa, Toronto–Pearson (finaliza el 5 de noviembre de 2025), Tri-Cities (WA), Washington-Dulles, Washington–National Estacional: Anchorage, Fairbanks, Fort Myers (inicia el 20 de diciembre de 2025), Kahului, Kailua-Kona (inicia el 19 de diciembre de 2025), Lima (inicia el 4 de diciembre de 2025), Nueva York–LaGuardia |
| Delta Connection     | Albuquerque, Austin, Billings, Boise, Bozeman, Burbank, Butte, Calgary, Cedar City, Colorado Springs, Elko, Eugene, Fayetteville/Bentonville, Fresno, Glacier Park/Kalispell, Grand Junction, Great Falls, Helena, Idaho Falls, Jackson Hole, Lewiston, Little Rock (inicia el 8 de septiembre de 2025), Long Beach, Medford, Missoula, Oakland, Oklahoma City, Omaha, Ontario, Orange County, Palm Springs, Pocatello, Redmond/Bend, Reno/Tahoe, San José (CA), Santa Bárbara, St. George (UT), Spokane, Sun Valley, Tri-Cities (WA), Tucson, Tulsa, Twin Falls, Vancouver Estacional: West Yellowstone |
| Frontier Airlines    | Chicago–O'Hare, Dallas/Fort Worth, Denver, Las Vegas, Los Ángeles, Orange County (inicia el 9 de octubre de 2025), Phoenix–Sky Harbor, Portland (OR), San Diego, San Francisco, Seattle/Tacoma |
| Hawaiian Airlines    | Honolulu |
| JetBlue Airways      | Nueva York–JFK Estacional: Boston |
| JSX                  | Burbank, Las Vegas, Orange County, Scottsdale |
| KLM                  | Estacional: Ámsterdam |
| Southwest Airlines   | Austin, Baltimore, Burbank, Chicago–Midway, Dallas-Love, Denver, Houston–Hobby, Las Vegas, Long Beach, Los Ángeles, Nashville, Oakland, Phoenix–Sky Harbor, Sacramento, San Diego, San José (CA) Estacional: Orlando, San Luis, Tampa |
| Spirit Airlines      | Detroit, Las Vegas, Los Ángeles Estacional: Orlando |
| Sun Country Airlines | Estacional: Mineápolis/St. Paul |
| United Airlines      | Chicago–O'Hare, Denver, Houston–Intercontinental, Newark, San Francisco, Washington–Dulles |
| United Express       | Denver, Houston–Intercontinental, Los Ángeles, San Francisco Estacional: Chicago–O'Hare |
| WestJet              | Estacional: Edmonton |

### Carga

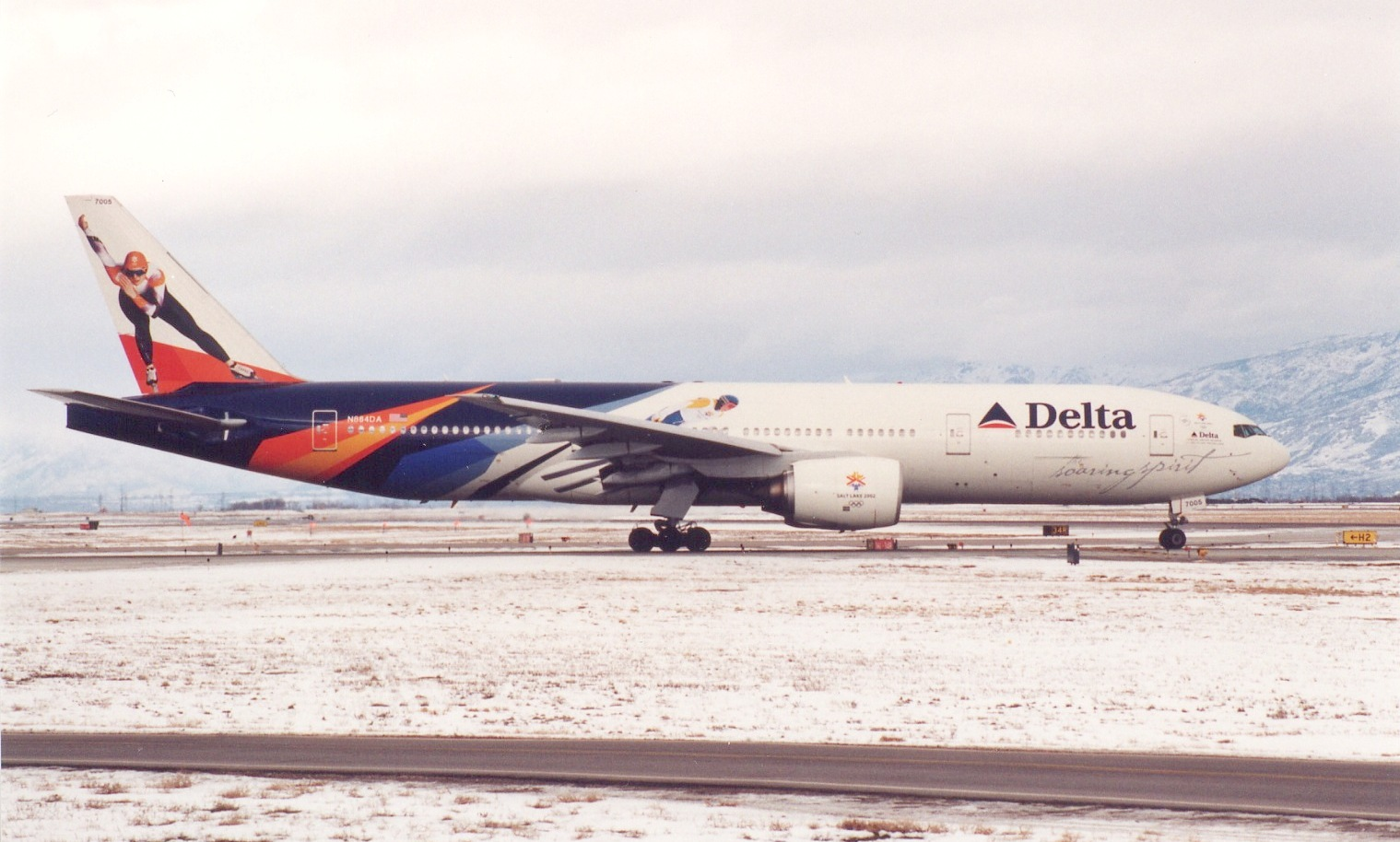
Un Boeing 777 conmemorativo olímpico de Delta Air Lines en la nieve de una de las pistas de Salt Lake City.

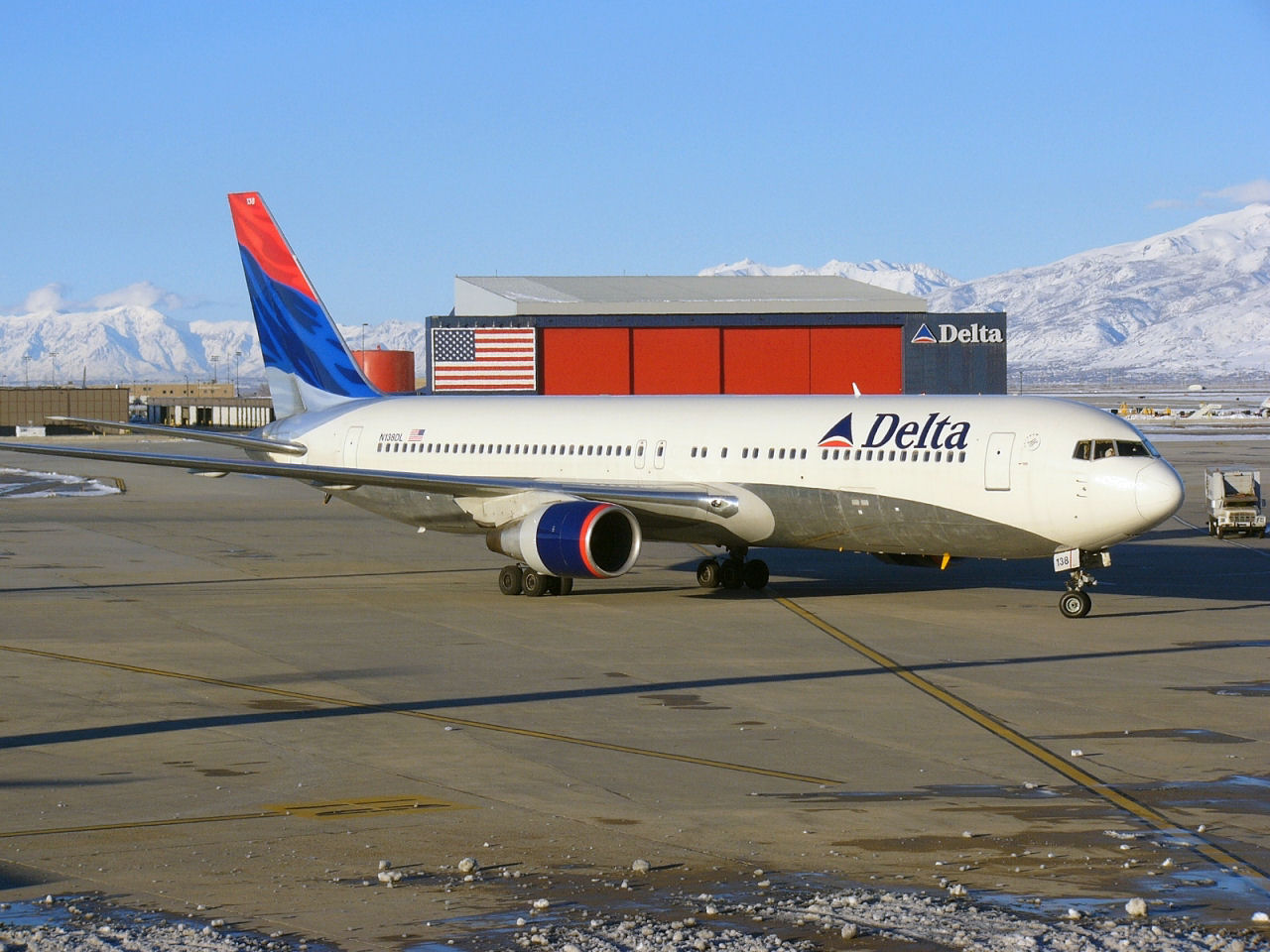
Un Boeing 767 en el hangar de Delta.

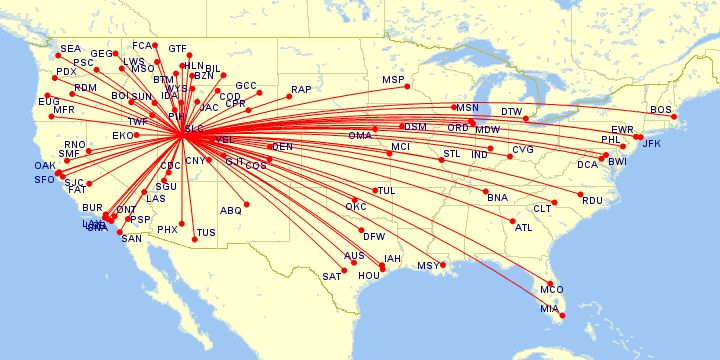
Vuelos de cabotaje directos desde Salt Lake City en 2016.

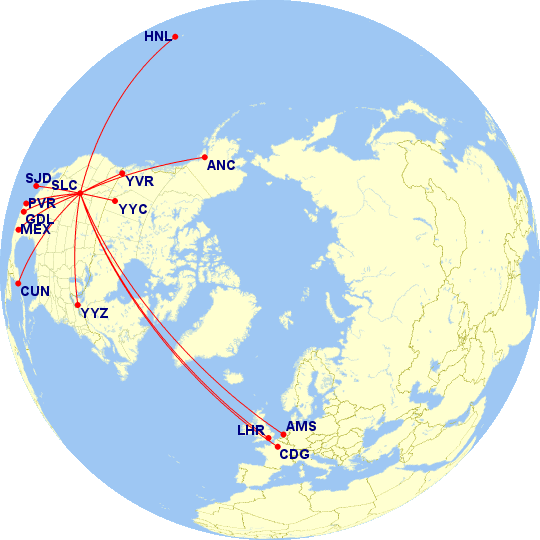
Vuelos directos desde Salt Lake City para destinos fuera de los Estados Unidos continuos en 2016.

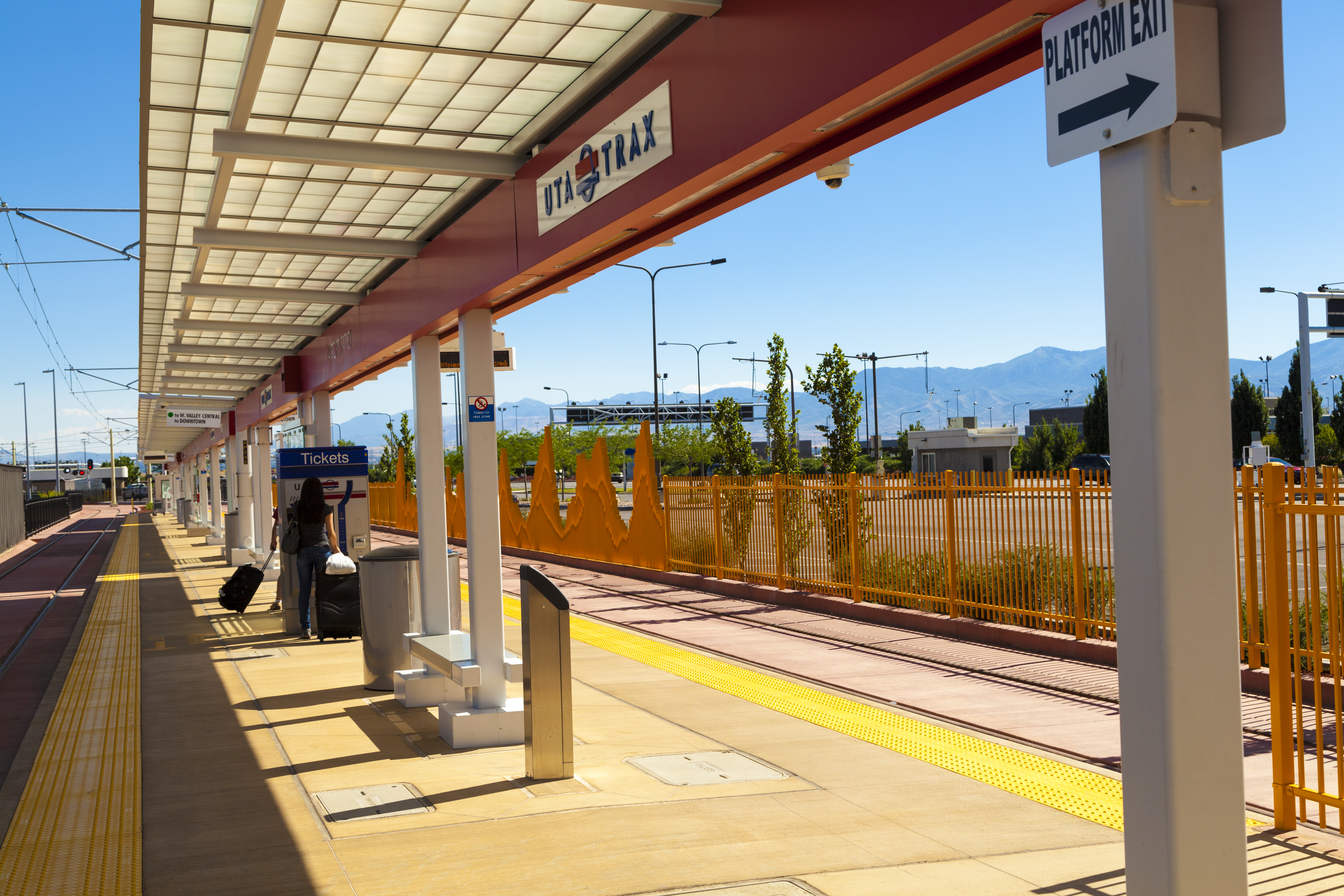
Estación de tren del aeropuerto.

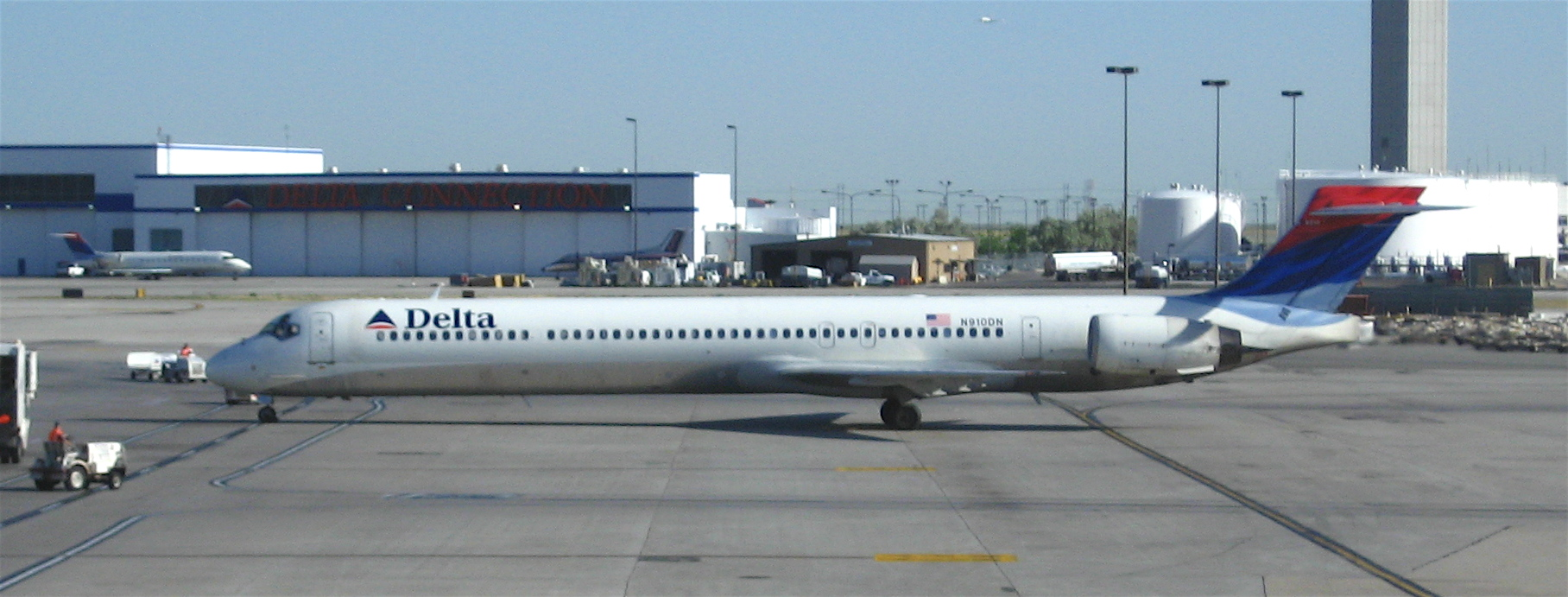
McDonnell Douglas MD-90 de Delta enfrente del hangar de SkyWest.

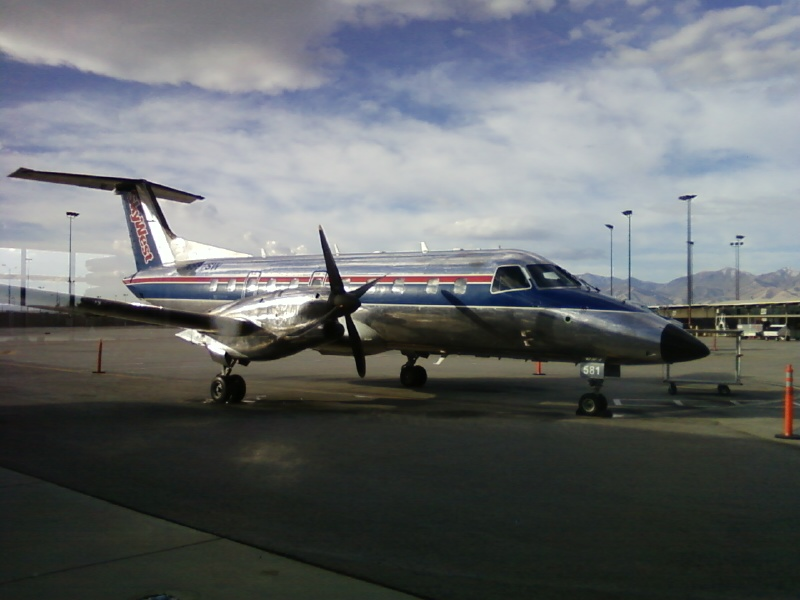
Embraer 120 de SkyWest Airlines.

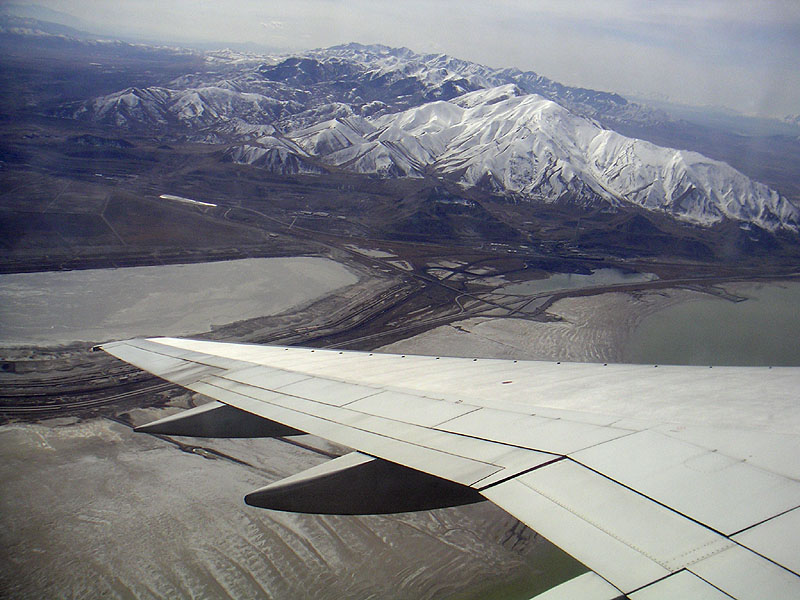
Aproximación por el norte durante el invierno.

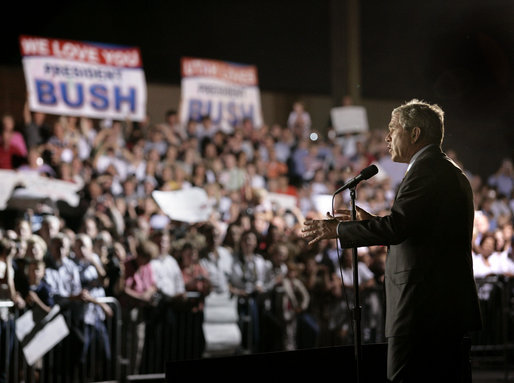
El Presidente de los EUA da un discurso en el aeropuerto.

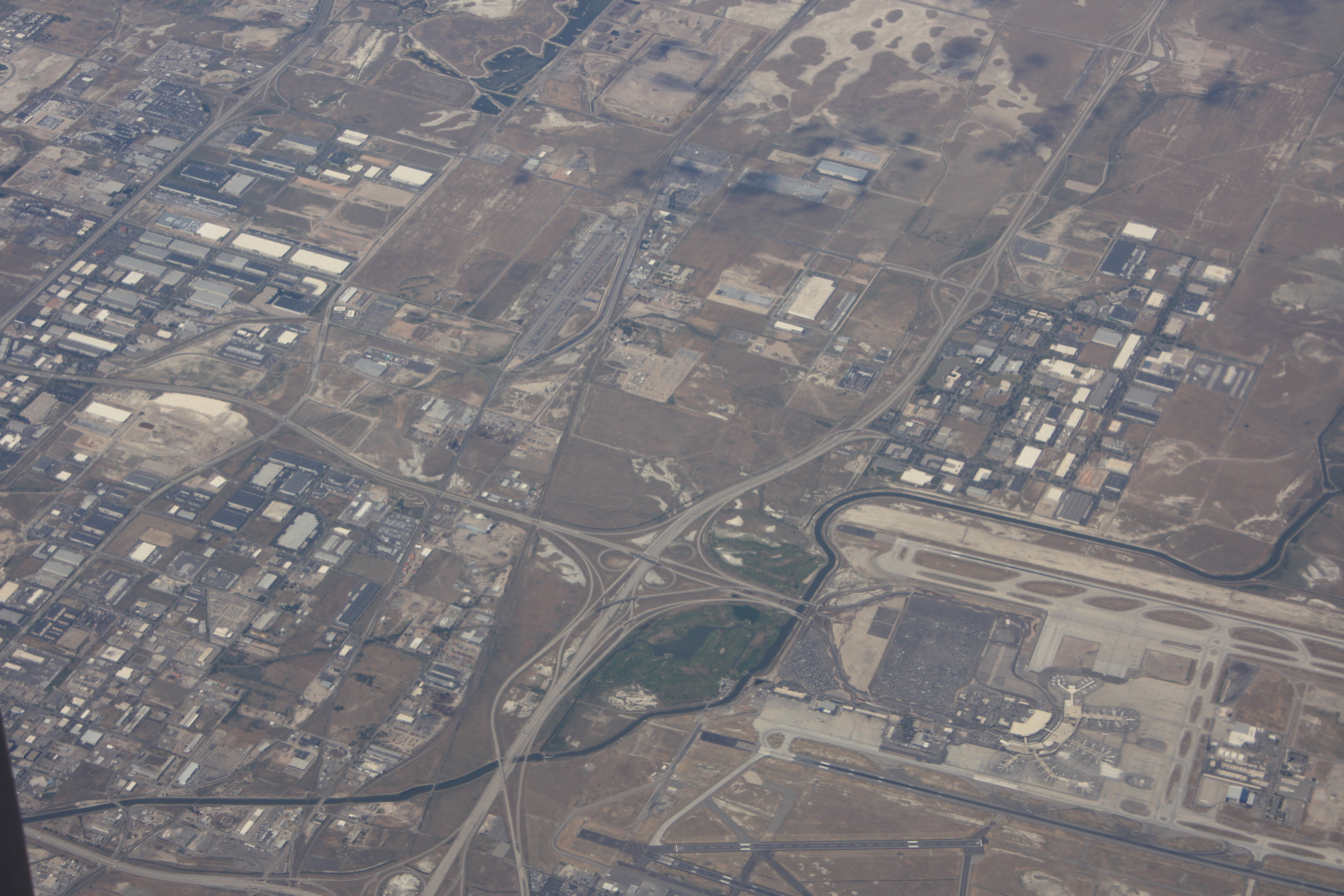
El aeropuerto de Salt Lake City.

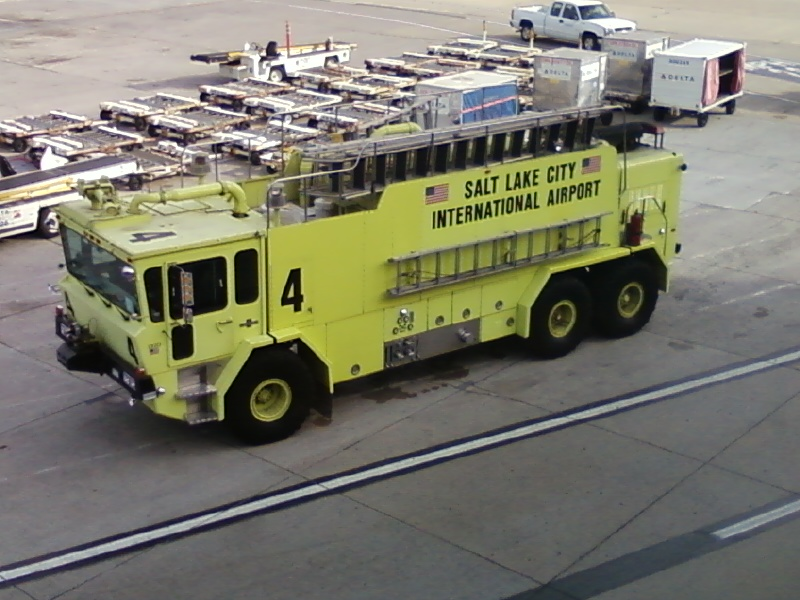
Bomberos del aeropuerto.

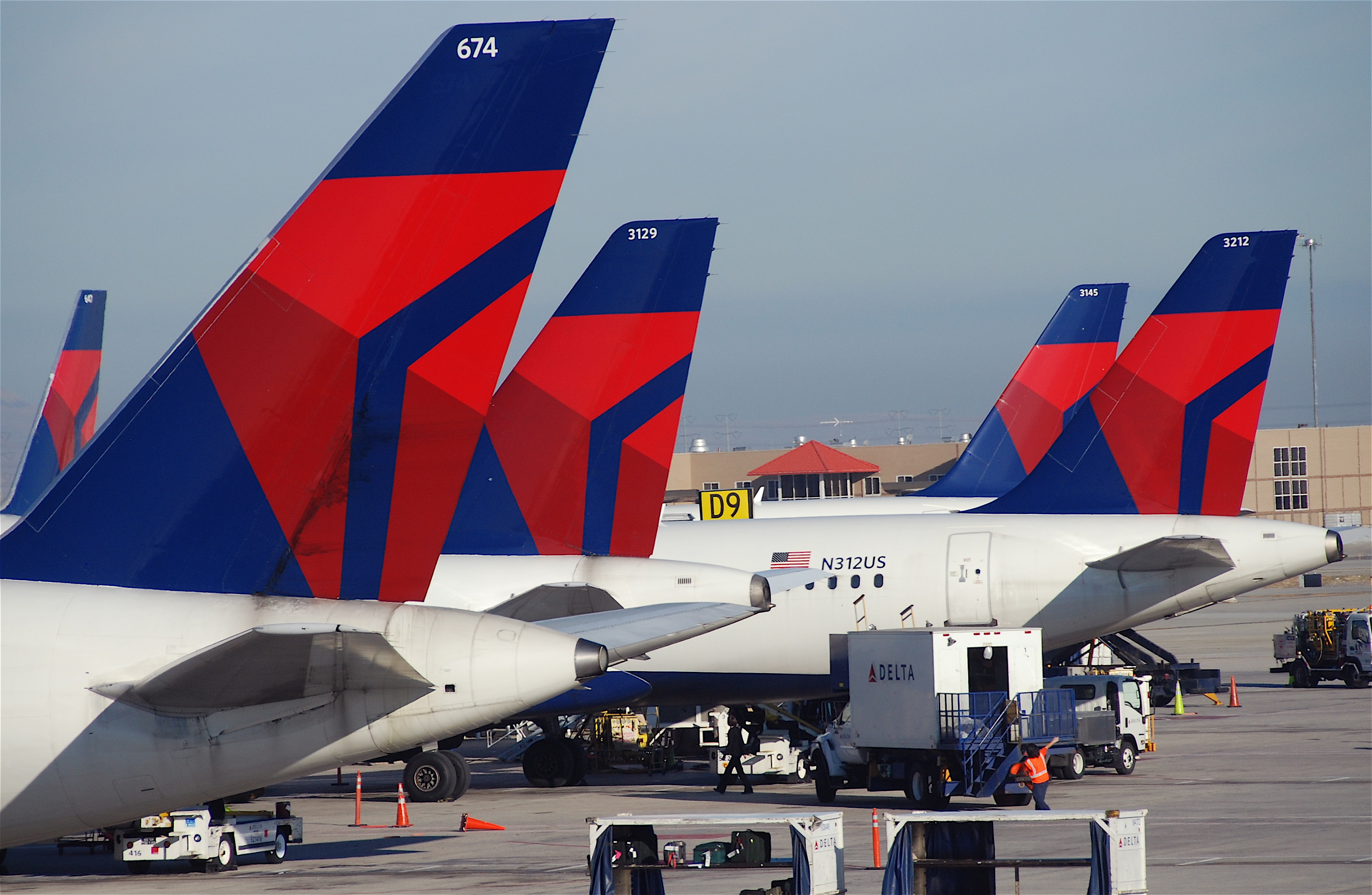
Aviones de Delta estacionados en la Sala D en octubre de 2011.

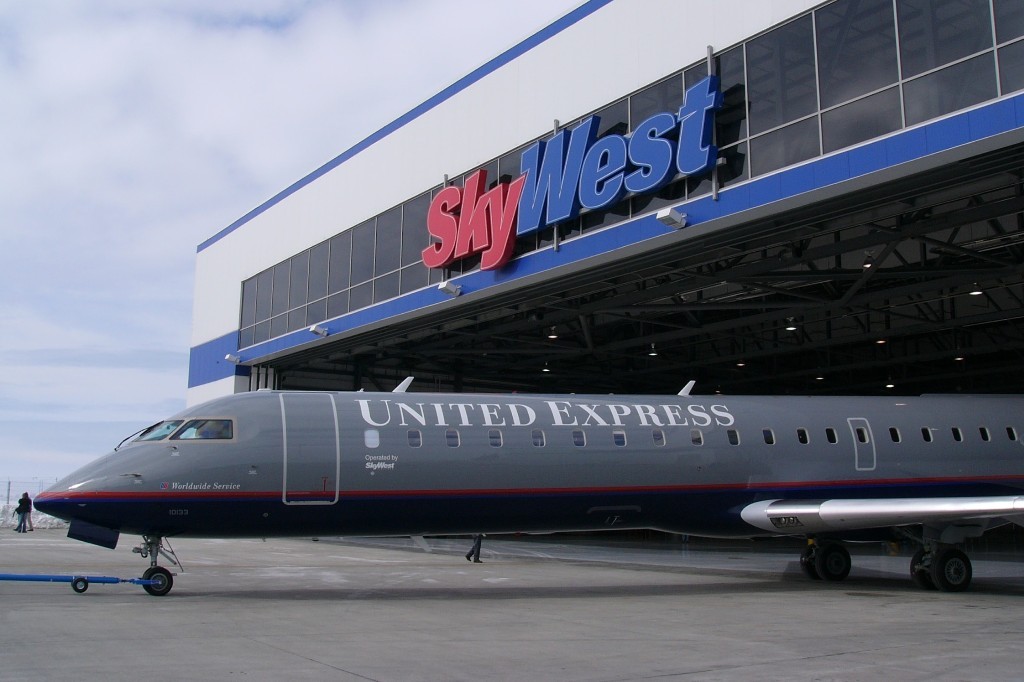
Un avión de United Express en el hangar de SkyWest del aeropuerto de Salt Lake City.

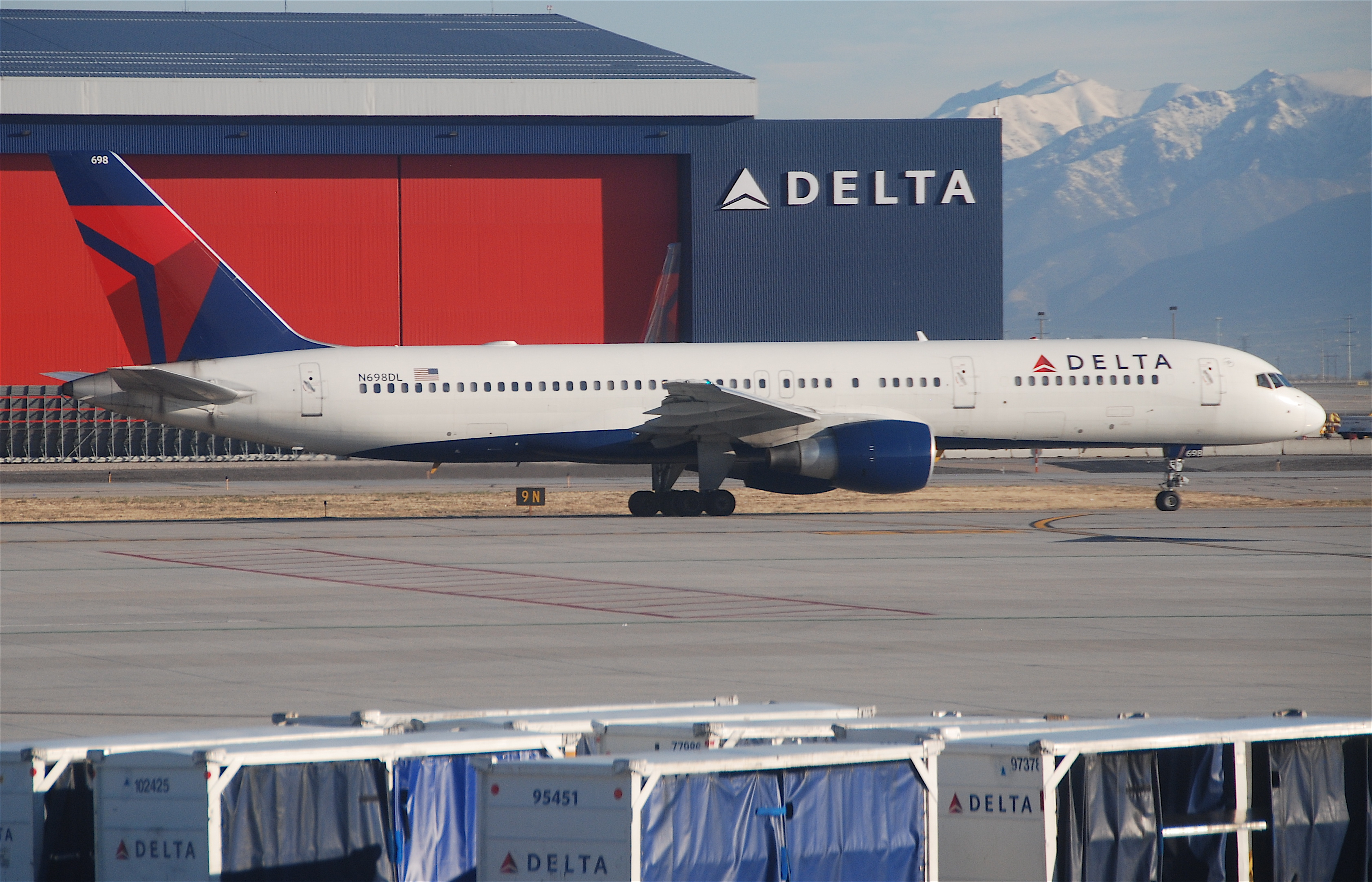
Un Boeing 757 de Delta en frente del hangar de Delta en el aeropuerto.

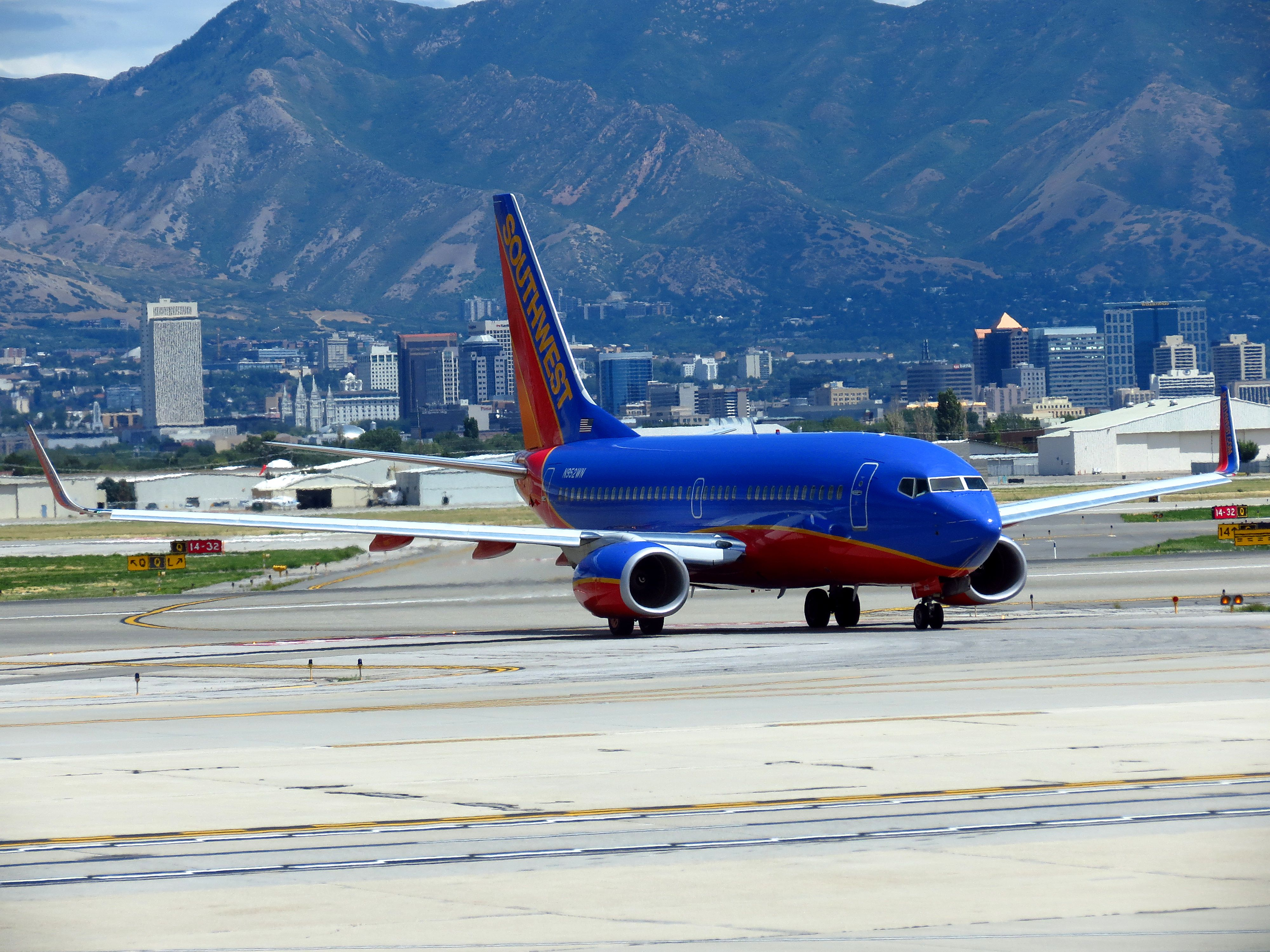
Un Boeing 737-700 de Southwest Airlines en el aeropuerto.

| Aerolíneas         | Destinos |
| ------------------ | --- |
| Alpine Air Express | Cedar City, Elko, Ely (NV), Idaho Falls, Jackson Hole, Pocatello, Price, Rexburg, Rock Springs, St. George (UT), Vernal |
| Ameriflight        | Boise |
| DHL Aviation       | Cincinnati, Denver, Sacramento–Mather                                                                                   |
| FedEx Express      | Boise, El Paso, Indianápolis, Kansas City, Memphis, Oakland, Ontario, Phoenix-Sky Harbor                                |
| FedEx Feeder       | Idaho Falls, Pocatello, Sun Valley, Twin Falls                                                                          |
| Gem Air            | Moab |
| Northern Air Cargo | Chicago–Rockford, Newark                                                                                                |
| UPS Airlines       | Boise, Chicago–Rockford, Denver, Kansas City, Louisville, Oakland, Ontario                                              |

### Destinos nacionales
Se brinda servicio a 95 ciudades dentro del país a cargo de 16 aerolíneas. 
| Destinos nacionales del Aeropuerto de Salt Lake City SLC ABQ ANC ATL AUS BWI BIL BOI BOS BZN BUR BTM CDC CLT ORD MDW CVG CLE COS CMH DFW DAL DEN DTW EKO EUG XNA FAI PHL FLL RSW FAT GJT GTF HLN HNL HOU IAH IDA IND JAC FCA OGG KOA MCI LAS LWS LIT LGB LAX VNY MEM MFR MIA MKE MSP MSO BNA EWR MSY JFK LGA OAK OKC OMA ONT SNA MCO PSP PHX PIT PIH PDX RDU RDM RNO SMF SAT SAN SFO SJC STL SBA SEA SCF GEG SGU SUN TPA PSC TUS TUL TWF DCA IAD WYS | Destinos nacionales del Aeropuerto de Salt Lake City SLC ABQ ANC ATL AUS BWI BIL BOI BOS BZN BUR BTM CDC CLT ORD MDW CVG CLE COS CMH DFW DAL DEN DTW EKO EUG XNA FAI PHL FLL RSW FAT GJT GTF HLN HNL HOU IAH IDA IND JAC FCA OGG KOA MCI LAS LWS LIT LGB LAX VNY MEM MFR MIA MKE MSP MSO BNA EWR MSY JFK LGA OAK OKC OMA ONT SNA MCO PSP PHX PIT PIH PDX RDU RDM RNO SMF SAT SAN SFO SJC STL SBA SEA SCF GEG SGU SUN TPA PSC TUS TUL TWF DCA IAD WYS | Destinos nacionales del Aeropuerto de Salt Lake City SLC ABQ ANC ATL AUS BWI BIL BOI BOS BZN BUR BTM CDC CLT ORD MDW CVG CLE COS CMH DFW DAL DEN DTW EKO EUG XNA FAI PHL FLL RSW FAT GJT GTF HLN HNL HOU IAH IDA IND JAC FCA OGG KOA MCI LAS LWS LIT LGB LAX VNY MEM MFR MIA MKE MSP MSO BNA EWR MSY JFK LGA OAK OKC OMA ONT SNA MCO PSP PHX PIT PIH PDX RDU RDM RNO SMF SAT SAN SFO SJC STL SBA SEA SCF GEG SGU SUN TPA PSC TUS TUL TWF DCA IAD WYS | Destinos nacionales del Aeropuerto de Salt Lake City SLC ABQ ANC ATL AUS BWI BIL BOI BOS BZN BUR BTM CDC CLT ORD MDW CVG CLE COS CMH DFW DAL DEN DTW EKO EUG XNA FAI PHL FLL RSW FAT GJT GTF HLN HNL HOU IAH IDA IND JAC FCA OGG KOA MCI LAS LWS LIT LGB LAX VNY MEM MFR MIA MKE MSP MSO BNA EWR MSY JFK LGA OAK OKC OMA ONT SNA MCO PSP PHX PIT PIH PDX RDU RDM RNO SMF SAT SAN SFO SJC STL SBA SEA SCF GEG SGU SUN TPA PSC TUS TUL TWF DCA IAD WYS | Destinos nacionales del Aeropuerto de Salt Lake City SLC ABQ ANC ATL AUS BWI BIL BOI BOS BZN BUR BTM CDC CLT ORD MDW CVG CLE COS CMH DFW DAL DEN DTW EKO EUG XNA FAI PHL FLL RSW FAT GJT GTF HLN HNL HOU IAH IDA IND JAC FCA OGG KOA MCI LAS LWS LIT LGB LAX VNY MEM MFR MIA MKE MSP MSO BNA EWR MSY JFK LGA OAK OKC OMA ONT SNA MCO PSP PHX PIT PIH PDX RDU RDM RNO SMF SAT SAN SFO SJC STL SBA SEA SCF GEG SGU SUN TPA PSC TUS TUL TWF DCA IAD WYS | Destinos nacionales del Aeropuerto de Salt Lake City SLC ABQ ANC ATL AUS BWI BIL BOI BOS BZN BUR BTM CDC CLT ORD MDW CVG CLE COS CMH DFW DAL DEN DTW EKO EUG XNA FAI PHL FLL RSW FAT GJT GTF HLN HNL HOU IAH IDA IND JAC FCA OGG KOA MCI LAS LWS LIT LGB LAX VNY MEM MFR MIA MKE MSP MSO BNA EWR MSY JFK LGA OAK OKC OMA ONT SNA MCO PSP PHX PIT PIH PDX RDU RDM RNO SMF SAT SAN SFO SJC STL SBA SEA SCF GEG SGU SUN TPA PSC TUS TUL TWF DCA IAD WYS | Destinos nacionales del Aeropuerto de Salt Lake City SLC ABQ ANC ATL AUS BWI BIL BOI BOS BZN BUR BTM CDC CLT ORD MDW CVG CLE COS CMH DFW DAL DEN DTW EKO EUG XNA FAI PHL FLL RSW FAT GJT GTF HLN HNL HOU IAH IDA IND JAC FCA OGG KOA MCI LAS LWS LIT LGB LAX VNY MEM MFR MIA MKE MSP MSO BNA EWR MSY JFK LGA OAK OKC OMA ONT SNA MCO PSP PHX PIT PIH PDX RDU RDM RNO SMF SAT SAN SFO SJC STL SBA SEA SCF GEG SGU SUN TPA PSC TUS TUL TWF DCA IAD WYS | Destinos nacionales del Aeropuerto de Salt Lake City SLC ABQ ANC ATL AUS BWI BIL BOI BOS BZN BUR BTM CDC CLT ORD MDW CVG CLE COS CMH DFW DAL DEN DTW EKO EUG XNA FAI PHL FLL RSW FAT GJT GTF HLN HNL HOU IAH IDA IND JAC FCA OGG KOA MCI LAS LWS LIT LGB LAX VNY MEM MFR MIA MKE MSP MSO BNA EWR MSY JFK LGA OAK OKC OMA ONT SNA MCO PSP PHX PIT PIH PDX RDU RDM RNO SMF SAT SAN SFO SJC STL SBA SEA SCF GEG SGU SUN TPA PSC TUS TUL TWF DCA IAD WYS | Destinos nacionales del Aeropuerto de Salt Lake City SLC ABQ ANC ATL AUS BWI BIL BOI BOS BZN BUR BTM CDC CLT ORD MDW CVG CLE COS CMH DFW DAL DEN DTW EKO EUG XNA FAI PHL FLL RSW FAT GJT GTF HLN HNL HOU IAH IDA IND JAC FCA OGG KOA MCI LAS LWS LIT LGB LAX VNY MEM MFR MIA MKE MSP MSO BNA EWR MSY JFK LGA OAK OKC OMA ONT SNA MCO PSP PHX PIT PIH PDX RDU RDM RNO SMF SAT SAN SFO SJC STL SBA SEA SCF GEG SGU SUN TPA PSC TUS TUL TWF DCA IAD WYS |
| Destinos | Delta Air Lines | Southwest Airlines | Frontier Airlines | American Airlines | United Airlines | Otra | # | |
| --- | --- | --- | --- | --- | --- | --- | --- | --- |
| Albuquerque (ABQ) | • | | | | | | 1 | |
| Anchorage (ANC) | • | | | | | Alaska Airlines | 2 | |
| Atlanta (ATL) | • | | | | | | 1 | |
| Austin (AUS) | • | • | | | | | 2 | |
| Baltimore (BWI) | • | • | | | | | 2 | |
| Billins (BIL) | • | | | | | | 1 | |
| Boise (BOI) | • | | | | | | 1 | |
| Boston (BOS) | • | | | | | JetBlue Airways | 2 | |
| Bozeman (BZN) | • | | | | | | 1 | |
| Burbank (BUR) | • | • | | | | JSX | 3 | |
| Butte (BTM) | • | | | | | | 1 | |
| Cedar City (CDC) | • | | | | | | 1 | |
| Charlotte (CLT) | • | | | • | | | 2 | |
| Chicago (ORD) | • | | • | • | • | | 4 | |
| Chicago (MDW) | | • | | | | | 1 | |
| Cincinnati (CVG) | • | | | | | | 1 | |
| Cleveland (CLE) | • | | | | | | 1 | |
| Columbus (CMH) | • | | | | | | 1 | |
| Colorado Springs (COS) | • | | | | | | 1 | |
| Dallas (DFW) | • | | • | • | | | 3 | |
| Dallas (DAL) | | • | | | | | 1 | |
| Denver (DEN) | • | • | • | | • | | 4 | |
| Detroit (DTW) | • | | | | | Spirit Airlines | 2 | |
| Elko (EKO) | • | | | | | | 1 | |
| Eugene (EUG) | • | | | | | | 1 | |
| Fairbanks (FAI) | • | | | | | | 1 | |
| Fayetteville (XNA) | • | | | | | | 1 | |
| Filadelfia (PHL) | • | | | • | | | 2 | |
| Fort Lauderdale (FLL) | • | | | | | | 1 | |
| Fort Myers (RSW) | • | | | | | | 1 | |
| Fresno (FAT) | • | | | | | | 1 | |
| Grand Junction (GJT) | • | | | | | | 1 | |
| Great Falls (GTF) | • | | | | | | 1 | |
| Helena (HLN) | • | | | | | | 1 | |
| Honolulu (HNL) | • | | | | | Hawaiian Airlines | 2 | |
| Houston (IAH) | • | | | | • | | 2 | |
| Houston (HOU) | | • | | | | | 1 | |
| Idaho Falls (IDA) | • | | | | | | 1 | |
| Indianápolis (IND) | • | | | | | | 1 | |
| Jackson Hole (JAC) | • | | | | | | 1 | |
| Kahului (OGG) | • | | | | | | 1 | |
| Kailua (KOA) | • | | | | | | 1 | |
| Kalispell (FCA) | • | | | | | | 1 | |
| Kansas City (MCI) | • | | | | | | 1 | |
| Las Vegas (LAS) | • | • | • | | | JSX / Spirit Airlines | 5 | |
| Lewiston (LWS) | • | | | | | | 1 | |
| Little Rock (LIT) | • | | | | | | 1 | |
| Long Beach (LGB) | • | • | | | | | 2 | |
| Los Ángeles (LAX) | • | • | • | • | • | Spirit Airlines | 6 | |
| Los Ángeles (VNY) | | | | | | Aero | 1 | |
| Medford (MFR) | • | | | | | | 1 | |
| Memphis (MEM) | • | | | | | | 1 | |
| Miami (MIA) | • | | | • | | | 2 | |
| Milwaukee (MKE) | • | | | | | | 1 | |
| Mineápolis (MSP) | • | | | | | Sun Country Airlines | 2 | |
| Missoula (MSO) | • | | | | | | 1 | |
| Nashville (BNA) | • | • | | | | | 2 | |
| Newark (EWR) | • | | | | • | | 2 | |
| Nueva Orleans (MSY) | • | | | | | | 1 | |
| Nueva York (LGA) | • | | | | | | 1 | |
| Nueva York (JFK) | • | | | | | JetBlue Airways | 2 | |
| Oakland (OAK) | • | • | | | | | 2 | |
| Oklahoma City (OKC) | • | | | | | | 1 | |
| Omaha (OMA) | • | | | | | | 1 | |
| Ontario (ONT) | • | | | | | | 1 | |
| Orange County (SNA) | • | | • | | | JSX | 3 | |
| Orlando (MCO) | • | • | | | | Spirit Airlines | 3 | |
| Palm Springs (PSP) | • | | | | | | 1 | |
| Phoenix (PHX) | • | • | • | • | | | 4 | |
| Pittsburgh (PIT) | • | | | | | | 1 | |
| Pocatello (PIH) | • | | | | | | 1 | |
| Portland (PDX) | • | | • | | | Alaska Airlines | 3 | |
| Raleigh (RDU) | • | | | | | | 1 | |
| Redmond (RDM) | • | | | | | | 1 | |
| Reno (RNO) | • | | | | | | 1 | |
| Sacramento (SMF) | • | • | | | | | 2 | |
| San Antonio (SAT) | • | | | | | | 1 | |
| San Diego (SAN) | • | • | • | | | Alaska Airlines | 4 | |
| San Francisco (SFO) | • | | • | | • | Alaska Airlines | 4 | |
| San José (SJC) | • | • | | | | | 2 | |
| San Luis (STL) | • | • | | | | | 2 | |
| Santa Bárbara (SBA) | • | | | | | | 1 | |
| Seattle (SEA) | • | | • | | | Alaska Airlines | 3 | |
| Scottsdale (SCF) | | | | | | JSX | 1 | |
| Spokane (GEG) | • | | | | | | 1 | |
| St. George (SGU) | • | | | | | | 1 | |
| Sun Valley (SUN) | • | | | | | | 1 | |
| Tampa (TPA) | • | • | | | | | 2 | |
| Tri-Cities (PSC) | • | | | | | | 1 | |
| Tucson (TUS) | • | | | | | | 1 | |
| Tulsa (TUL) | • | | | | | | 1 | |
| Twin Falls (TWF) | • | | | | | | 1 | |
| Washington (DCA) | • | | | | | | 1 | |
| Washington (IAD) | • | | | | • | | 2 | |
| West Yellowstone (WYS) | • | | | | | | 1 | |
| Total | 90 | 19 | 11 | 7 | 7 | 18 | 95 | |

### Destinos internacionales
Se ofrece servicio a 15 destinos internacionales (3 estacionales), a cargo de 7 aerolíneas.
| Ciudades                                                    | Nombre del aeropuerto                           | Aerolíneas                                                                     |              |              |              |
| Norteamérica                                                | Norteamérica                                    | Norteamérica                                                                   | Norteamérica | Norteamérica | Norteamérica |
| ----------------------------------------------------------- | ----------------------------------------------- | ------------------------------------------------------------------------------ | ------------ | ------------ | ------------ |
| Canadá (4 destinos [1 estacional], 4 aerolíneas)            |                                                 |                                                                                |              |              |              |
| Calgary                                                     | Aeropuerto Internacional de Calgary             | Delta Connection                                                               |              |              |              |
| Edmonton                                                    | Aeropuerto Internacional de Edmonton            | WestJet Estacional:                                                            |              |              |              |
| Toronto                                                     | Aeropuerto Internacional Toronto Pearson        | Air Canada (Estacional) / Delta Air Lines (finaliza el 5 de noviembre de 2025) |              |              |              |
| Vancouver                                                   | Aeropuerto Internacional de Vancouver           | Delta Connection                                                               |              |              |              |
| México (6 destinos [1 estacional], 3 aerolíneas)            |                                                 |                                                                                |              |              |              |
| Cancún                                                      | Aeropuerto Internacional de Cancún              | Delta Air Lines                                                                |              |              |              |
| Ciudad de México                                            | Aeropuerto Internacional de la Ciudad de México | Aeroméxico / Delta Air Lines                                                   |              |              |              |
| Guadalajara                                                 | Aeropuerto Internacional de Guadalajara         | Aeroméxico                                                                     |              |              |              |
| Monterrey                                                   | Aeropuerto Internacional de Monterrey           | Aeroméxico Connect (Estacional) (inicia el 18 de diciembre de 2025)            |              |              |              |
| Puerto Vallarta                                             | Aeropuerto Internacional de Puerto Vallarta     | Delta Air Lines                                                                |              |              |              |
| San José del Cabo                                           | Aeropuerto Internacional de Los Cabos           | Delta Air Lines                                                                |              |              |              |
| Sudamérica                                                  |                                                 |                                                                                |              |              |              |
| Perú (1 destino [estacional], 1 aerolínea)                  |                                                 |                                                                                |              |              |              |
| Lima                                                        | Aeropuerto Internacional Jorge Chávez           | Delta Air Lines (Estacional) (inicia el 4 de diciembre de 2025)                |              |              |              |
| Asia                                                        |                                                 |                                                                                |              |              |              |
| Corea del Sur (1 destino, 1 aerolínea)                      |                                                 |                                                                                |              |              |              |
| Seúl                                                        | Aeropuerto Internacional de Incheon             | Delta Air Lines                                                                |              |              |              |
| Europa                                                      |                                                 |                                                                                |              |              |              |
| Francia (1 destino, 1 aerolínea)                            |                                                 |                                                                                |              |              |              |
| París                                                       | Aeropuerto de París-Charles de Gaulle           | Delta Air Lines                                                                |              |              |              |
| Países Bajos (1 destino, 2 aerolíneas)                      |                                                 |                                                                                |              |              |              |
| Ámsterdam                                                   | Aeropuerto de Ámsterdam-Schiphol                | Delta Air Lines / KLM (Estacional)                                             |              |              |              |
| Reino Unido (1 destino, 1 aerolínea)                        |                                                 |                                                                                |              |              |              |
| Londres                                                     | Aeropuerto de Londres-Heathrow                  | Delta Air Lines                                                                |              |              |              |
| Total: 15 destinos (3 estacionales), 7 países, 7 aerolíneas |                                                 |                                                                                |              |              |              |

## Estadísticas

### Rutas más transitadas
| Número | Ciudad                    | Pasajeros | Aerolínea |
| ------ | ------------------------- | --------- | --- |
| 1      | Denver, Colorado          | 936,000   | Delta Air Lines, Delta Connection, Frontier Airlines, Southwest Airlines, United Airlines, United Express                                |
| 2      | Phoenix, Arizona          | 696,000   | American Airlines, American Eagle, Delta Air Lines, Delta Connection, Frontier Airlines, Southwest Airlines                              |
| 3      | Los Ángeles, California   | 623,000   | Alaska Airlines, American Eagle, Delta Air Lines, Delta Connection, JetBlue Airways, Spirit Airlines, Southwest Airlines, United Express |
| 4      | Las Vegas, Nevada         | 592,000   | Alaska Airlines, Delta Air Lines, Delta Connection, Spirit Airlines, Southwest Airlines                                                  |
| 5      | Dallas, Texas             | 566,000   | American Airlines, Delta Air Lines, Delta Connection                                                                                     |
| 6      | Seattle, Washington       | 527,000   | Alaska Airlines, Delta Air Lines, Delta Connection                                                                                       |
| 7      | Atlanta, Georgia          | 516,000   | Delta Air Lines, Frontier Airlines |
| 8      | San Diego, California     | 360,000   | Alaska Airlines, Delta Air Lines, Southwest Airlines                                                                                     |
| 9      | Chicago, Illinois         | 352,000   | American Airlines, American Eagle, Delta Air Lines, United Airlines, United Express                                                      |
| 10     | San Francisco, California | 348,000   | Alaska Airlines, Delta Air Lines, Frontier Airlines, United Airlines, United Express                                                     |

| Número | Ciudad                    | Pasajeros | Aerolínea                         |
| ------ | ------------------------- | --------- | --------------------------------- |
| 1      | Ámsterdam, Holanda        | 215,786   | Delta Air Lines, KLM              |
| 2      | París, Francia            | 168,591   | Delta Air Lines                   |
| 3      | Cancún, México            | 148,947   | Delta Air Lines                   |
| 4      | San José del Cabo, México | 126,776   | Delta Air Lines                   |
| 5      | Londres, Reino Unido      | 119,691   | Delta Air Lines                   |
| 6      | Puerto Vallarta, México   | 89,029    | Delta Air Lines                   |
| 7      | Ciudad de México, México  | 87,390    | Aeroméxico, Delta Air Lines       |
| 8      | Calgary, Canadá           | 86,761    | Delta Air Lines, Delta Connection |
| 9      | Vancouver, Canada         | 71,581    | Delta Air Lines, Delta Connection |
| 10     | Toronto, Canadá           | 71,339    | Air Canada, Delta Air Lines       |

### Tráfico anual
| Año  | Pasajeros  | Año  | Pasajeros  |
| ---- | ---------- | ---- | ---------- |
| 2007 | 22,045,333 | 2017 | 24,199,351 |
| 2008 | 20,790,400 | 2018 | 25,554,244 |
| 2009 | 20,432,218 | 2019 | 26,808,014 |
| 2010 | 20,901,533 | 2020 | 12,559,026 |
| 2011 | 20,389,474 | 2021 | 22,378,989 |
| 2012 | 20,102,078 | 2022 | 25,752,783 |
| 2013 | 20,186,474 | 2023 | 26,952,754 |
| 2014 | 21,141,610 | 2024 | 28,364,610 |
| 2015 | 22,141,026 | 2025 |            |
| 2016 | 23,155,527 | 2026 |            |

## Accidentes e incidentes
- El 1 de mayo de 1942, United Airlines Trip 4, un Douglas DC-3 impactó en la ladera de una colina después de desviarse del rumbo 6.1 km (3.8 millas) al NE del Aeropuerto Municipal de Salt Lake, los 17 a bordo fueron asesinados.

- El 17 de enero de 1963, un Fairchild F-27 de West Coast Airlines en un vuelo de entrenamiento de ida y vuelta a SLC se estrelló al oeste del aeropuerto hacia Great Salt Lake simulando un descenso de emergencia, los tres ocupantes perecieron.

- El 11 de noviembre de 1965, el Vuelo 227 de United Airlines, operado con un Boeing 727, se estrelló justo antes de la pista del Aeropuerto Internacional de Salt Lake City (entonces llamado Aeropuerto Municipal de Salt Lake City), matando a 43 de las 91 personas a bordo.

- El 16 de diciembre de 1969, un Aero Commander 1121 Jet Commander operado por American Smelting and Refining Co. despegó prematuramente, se detuvo y se estrelló. Ambos ocupantes murieron.

- El 17 de diciembre de 1977, el Vuelo 2860 de United Airlines, un vuelo de carga operado con un Douglas DC-8 se estrelló contra una montaña cerca de Kaysville mientras estaba en un patrón de espera antes de aterrizar en el aeropuerto internacional de Salt Lake City. La tripulación estaba tratando de resolver un problema eléctrico y no se dio cuenta de que estaban adyacentes a una montaña. Las tres personas a bordo murieron en el accidente.

- El 15 de enero de 1987, el vuelo 1834 de Skywest Airlines, un Fairchild Metro, chocó con un Mooney M20 a 7000 pies mientras el Metro se acercaba a la pista 34. Ambos aviones cayeron y se estrellaron contra el suelo. Los ocho en el metro y los dos en el Mooney murieron.

- El 14 de octubre de 1989, el vuelo 1554 de Delta Air Lines, operado con un Boeing 727, se incendió durante el proceso de embarque para un vuelo a Edmonton, Alberta, Canadá, mientras el avión estaba estacionado en una puerta. De las 23 personas que estaban en el avión en ese momento, cinco sufrieron heridas leves. Mientras todos los pasajeros y la tripulación evacuaban, el avión fue destruido. Una investigación determinó que el incendio comenzó debido a un mal funcionamiento con el sistema de oxígeno de pasajeros.

- El 2 de marzo de 1997, un Beechcraft Super King Air operado por Coast Hotels and Casinos impactó el terreno a 2.4 km (1.5 millas) al sur de SLC. Un pasajero de los cuatro a bordo murió.

- El 17 de noviembre de 2015, un Airbus A380 de Air France (reconocido como Vuelo 65) en ruta desde Los Ángeles a París realizó un aterrizaje de emergencia en el Aeropuerto Internacional de Salt Lake City debido a una amenaza terrorista, solo cuatro días después de los ataques de París en noviembre de 2015 en París, Francia.

- El 18 de marzo de 2020, un terremoto de magnitud 5.7 a unas 3 millas de distancia dañó las líneas de agua, puso a tierra todos los vuelos y evacuó a todo el personal, cerrando efectivamente el aeropuerto. Reabrió 7 horas más tarde.

## Aeropuertos cercanos
Los aeropuertos más cercanos son:
- Aeropuerto Municipal de Provo (68km)
- Aeropuerto Regional de Vernal (212km)
- Aeropuerto Regional de Pocatello (240km)
- Aeropuerto del Condado de Rock Springs–Sweetwater (259km)
- Aeropuerto Regional Magic Valley (280km)